# Frankenberg/Sachsen
Frankenberg/Sa. ist eine Kleinstadt im Landkreis Mittelsachsen an der Zschopau in der Nähe der sächsischen Industriestadt Chemnitz. Die Stadt führt seit Juli 2021 die Bezeichnung Garnisonsstadt.

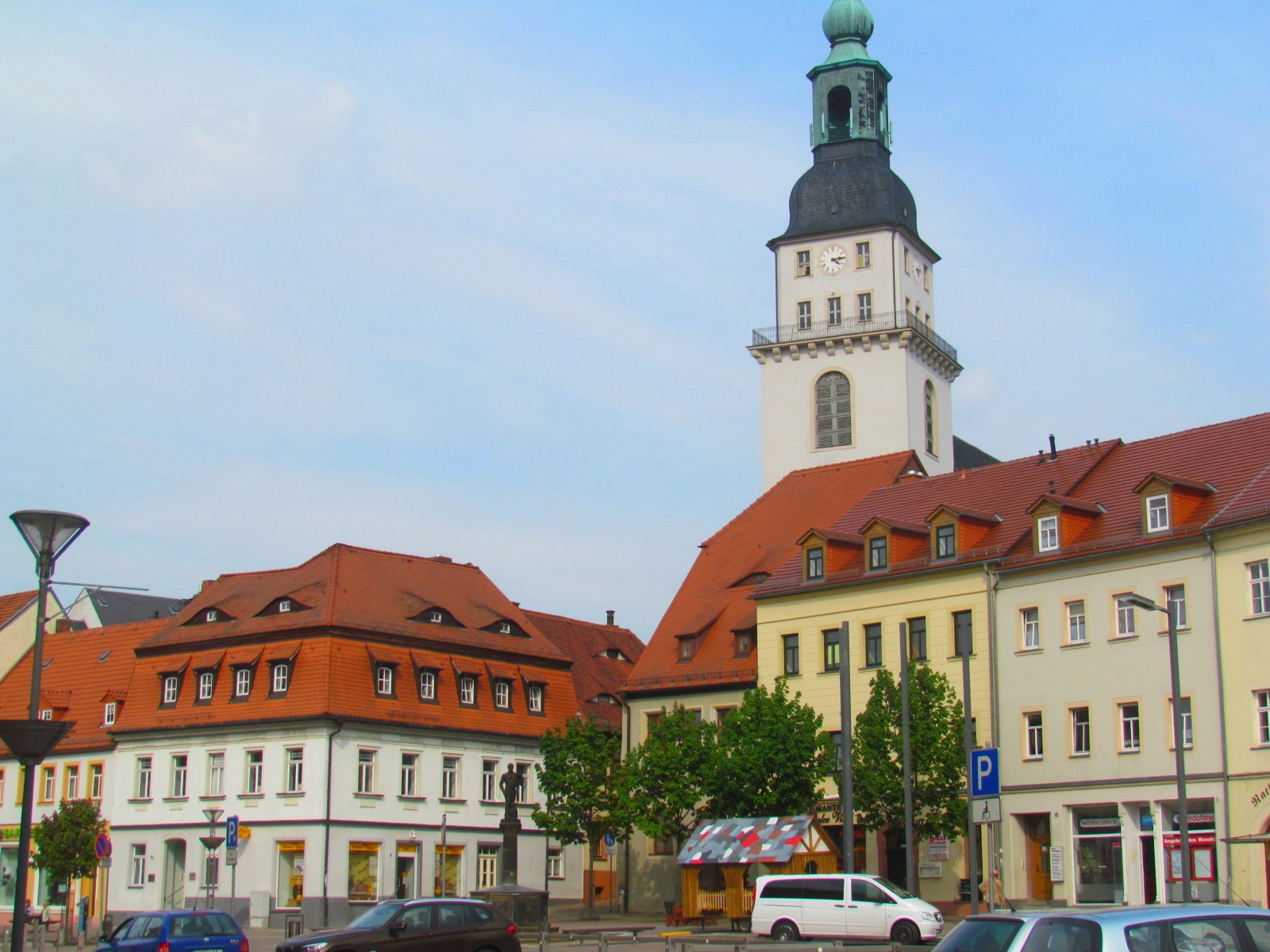
Frankenberger Innenstadt

## Geographie

### Geographische Lage
Frankenberg liegt innerhalb des Sächsischen Granulitgebirges im Erzgebirgsvorland unweit der Stadt Chemnitz im Zschopautal. Eine weitere Bezeichnung für das Gneisgebiet in der Region Frankenberg lautet Frankenberger Zwischengebirge. Es ist umgeben von vielen Mischwäldern wie dem Lützeltal, dem Striegistal oder dem Buchenwald.
Die Zschopau fließt am westlichen Stadtrand eingebettet in eine Auenlandschaft vorbei. Weiterhin durchquert der Mühlbach nicht nur den gleichnamigen Ortsteil, sondern auch den Ortskern. Weitere Ortsteile werden auch von der Kleinen Striegis durchflossen.
Politisch gesehen liegt es im Freistaat Sachsen, im Regierungsbezirk Chemnitz und im Landkreis Mittelsachsen.

### Nachbargemeinden
|           | Rossau                                      |           |
| Lichtenau | Kompassrose, die auf Nachbargemeinden zeigt | Hainichen |
| Chemnitz  | Niederwiesa, Flöha                          | Oederan   |

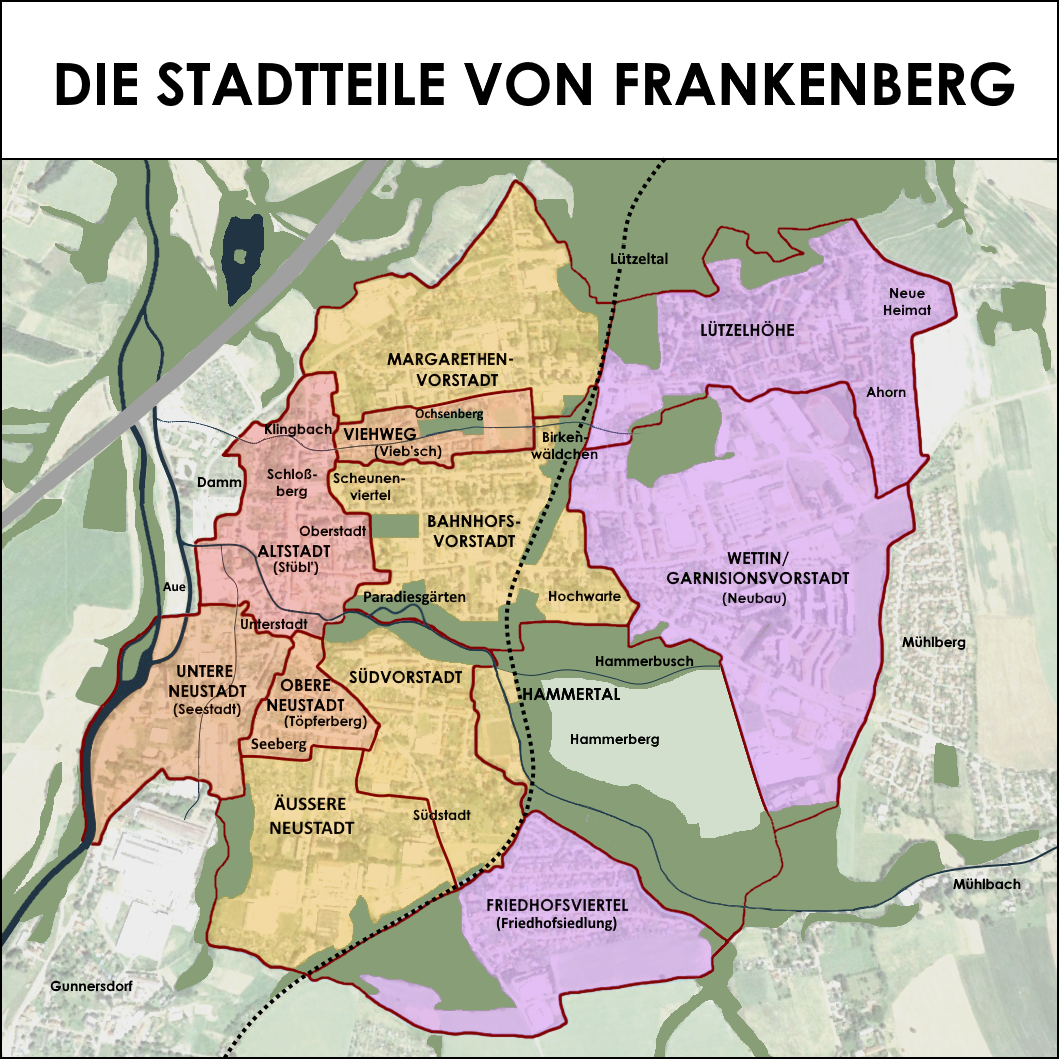
Rot = Mittelalterlicher Stadtkern Orange = Barocke Stadterweiterung Gelb = Gründerzeitl. Stadterweiterung Lila = Stadterweiterungen seit 1900

Alle Nachbargemeinden, außer der kreisfreien Stadt Chemnitz, sind wie Frankenberg dem Landkreis Mittelsachsen zugehörig.

Die Gliederung der Stadt Frankenberg in ihre Ortsteile

### Stadtgliederung
Die Kernstadt setzt sich aus zwölf historischen Stadtteilen zusammen, die in folgender Reihenfolge entstanden sind:
- Altstadt (= Oberstadt, Unterstadt, Schloßberg und Klingbach) – gegründet im 12. Jahrhundert
- Obere Neustadt (ugs. Töpferberg) – ab 1608
- Viehweg (ugs. Vieb'sch) – ab 1609
- Untere Neustadt (ugs. Seestadt) – um 1700
- Bahnhofsvorstadt  – ab 1866
- Margarethenvorstadt – um 1870
- Äußere Neustadt – ab 1874[6]
- Südvorstadt mit Hammertal – ab 1888[7]
- Lützelhöhe – ab 1900
- Wettin/Garnisionsvorstadt (ugs. Neubau) – ab 1910
- Friedhofsiedlung – ab 1920

Des Weiteren besteht Frankenberg seit der letzten Gebietsreform aus sechs Ortsteilen:
- Frankenberg/Gunnersdorf mit Ortelsdorf
- Sachsenburg/Irbersdorf
- Dittersbach/Neudörfchen
- Langenstriegis
- Altenhain
- Mühlbach/Hausdorf

## Geschichte

### Besiedlung
Frankenberg wurde in der Mitte des zwölften Jahrhunderts von Siedlern aus Franken gegründet. Das genaue Jahr der Gründung des ehemaligen Waldhufendorfes ist nicht bekannt.
Der erste urkundliche Nachweis für die Siedlung stammt aus dem Jahr 1206, in der ein Henricus de Frankenberc genannt wird. Das vielfach genannte Jahr der Entstehung 1188 ist eine willkürliche Annahme ohne historischen Bezug. Max Kästner vermutet die Entstehung von Frankenberg um 1175. Frankenberg gehörte zum Herrschaftsbereich der dem Kloster Hersfeld (Hessen) zustehenden Burgwarde Döbeln und Hwoznie.

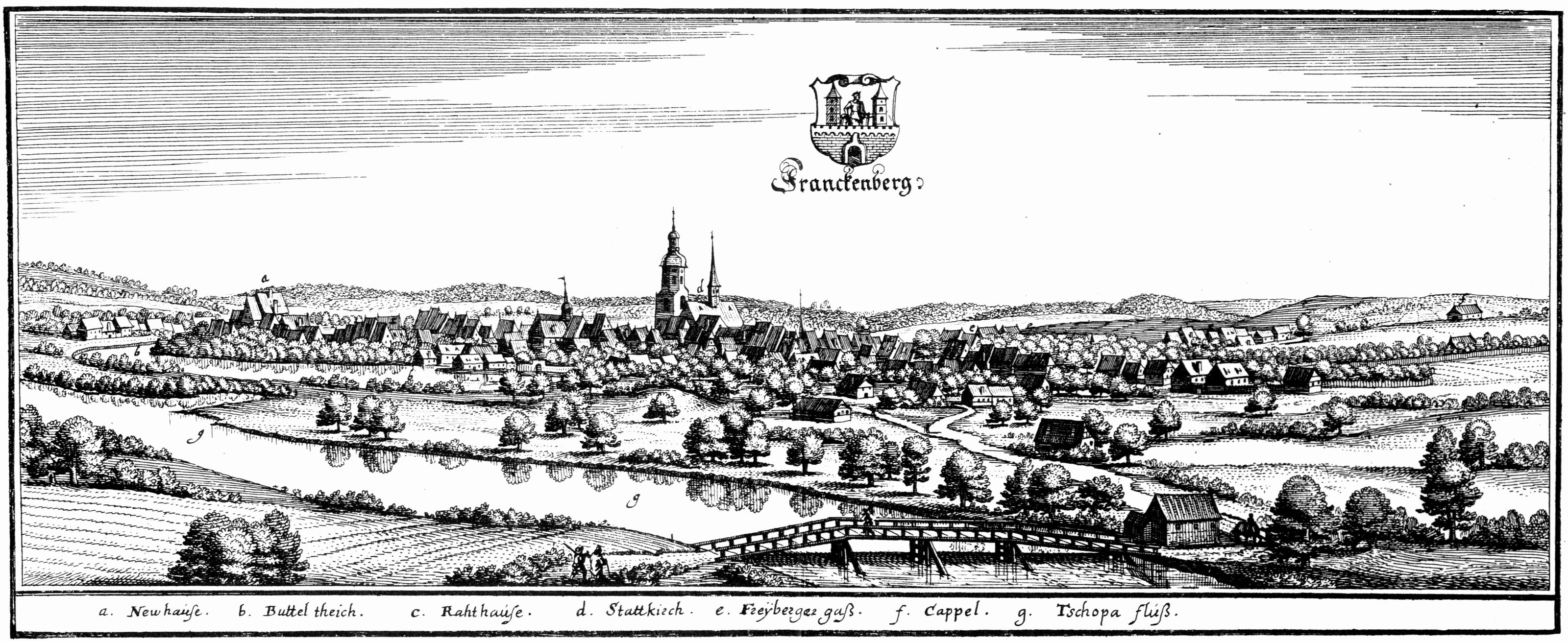
Frankenberg um 1650

### Urkundlich belegte Namensformen
- 1206: Henricus de Frankenberc
- 1214: Vrankenberch
- 1282: Frankenberg
- 1311: Vrankinberc
- 1427: Franckinberg
- 1555: Frankenbergk
- 1791: Franckenberg[11]

Der Name weist auf einen von Franken bewohnten Berg hin.

### Weitere Entwicklung

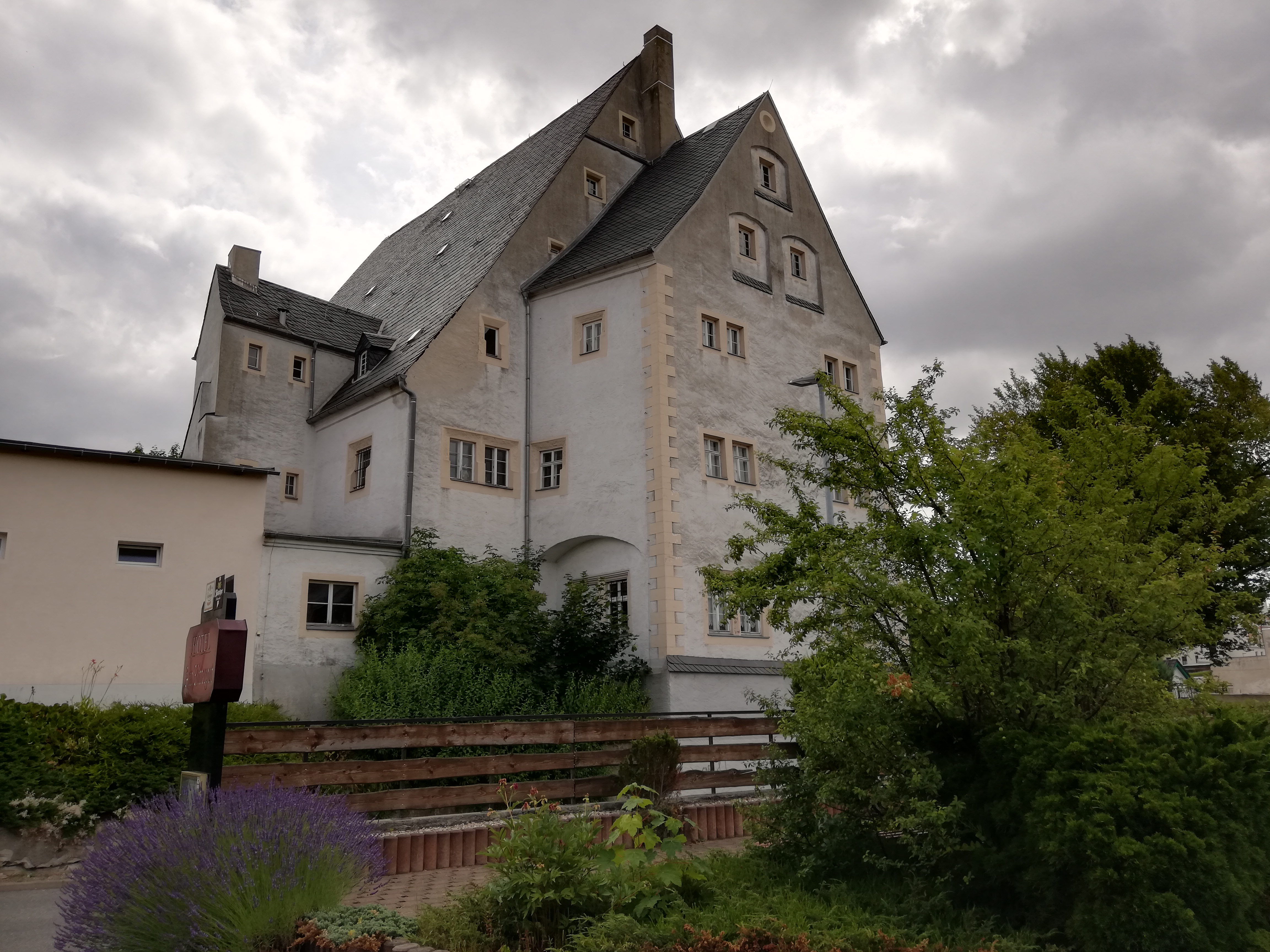
Das Frankenberger Rittergut, erbaut 1553

Die Herrschaft mit Burg Sachsenburg und der Stadt Frankenberg ging im Jahre 1232 in den Besitz der Wettiner über, nachdem Markgraf Heinrich der Erlauchte die Herrschaft der Herren von Mildenstein im Zusammenhang mit dem Mildensteiner Zehntenstreit zerschlagen ließ.
1368 erwarben die Herren von Schönberg die Herrschaft, zugleich mit der Sachsenburg, die sie um 1480 zum spätgotischen Schloss ausbauen ließen. Die Reformation wurde in Frankenberg im Jahr 1539 eingeführt. Unter Caspar von Schönberg wurde im Jahr 1553 das Rittergut Frankenberg, auch „Neubau“ genannt, errichtet. Es ist heute das älteste Gebäude der Stadt und beherbergt das Stadtmuseum. Nach dem Tod der Söhne von Caspar von Schönberg wurde die Herrschaft unter zwei Neffen geteilt. Die Nachkommen der Familie von Schönberg konnten die Herrschaft Sachsenburg mit der Stadt Frankenberg nur bis 1610 in Besitz halten. Im Januar 1610 kaufte der Kurfürst Johann Georg I. das Rittergut Frankenberg auf, im März 1610 auch die schwer verschuldete Herrschaft Sachsenburg, samt Untertanen. Im Jahr 1633 wurden beide zum „Amt Frankenberg-Sachsenburg“ vereinigt, dessen Hauptort die Stadt Frankenberg war. Die Grundherrschaft über Frankenberg lag beim Rat der Stadt.
Die Stadt Frankenberg war bis 1856 der Hauptort des kursächsischen bzw. königlich-sächsischen Amts Frankenberg-Sachsenburg und zwischen 1856 und 1875 der Hauptort des Gerichtsamts Frankenberg. Ab 1875 gehörte die Stadt Frankenberg zur Amtshauptmannschaft Flöha.
Dominierende Erwerbszweige in Frankenberg waren seit der frühen Neuzeit die Weberei und verwandte Textilgewerbe. So gab es neben den Leinewebereien (später Baumwollwebereien) auch Zeug- und Tuchmacher, später Kattundruckereien, Färbereien und Bleichereien. Daraus entstand im 19. Jahrhundert eine umfangreiche Textilindustrie. Mit der Eröffnung der Bahnstrecke Roßwein–Niederwiesa erhielt Frankenberg am 1. März 1869 einen Bahnhof.

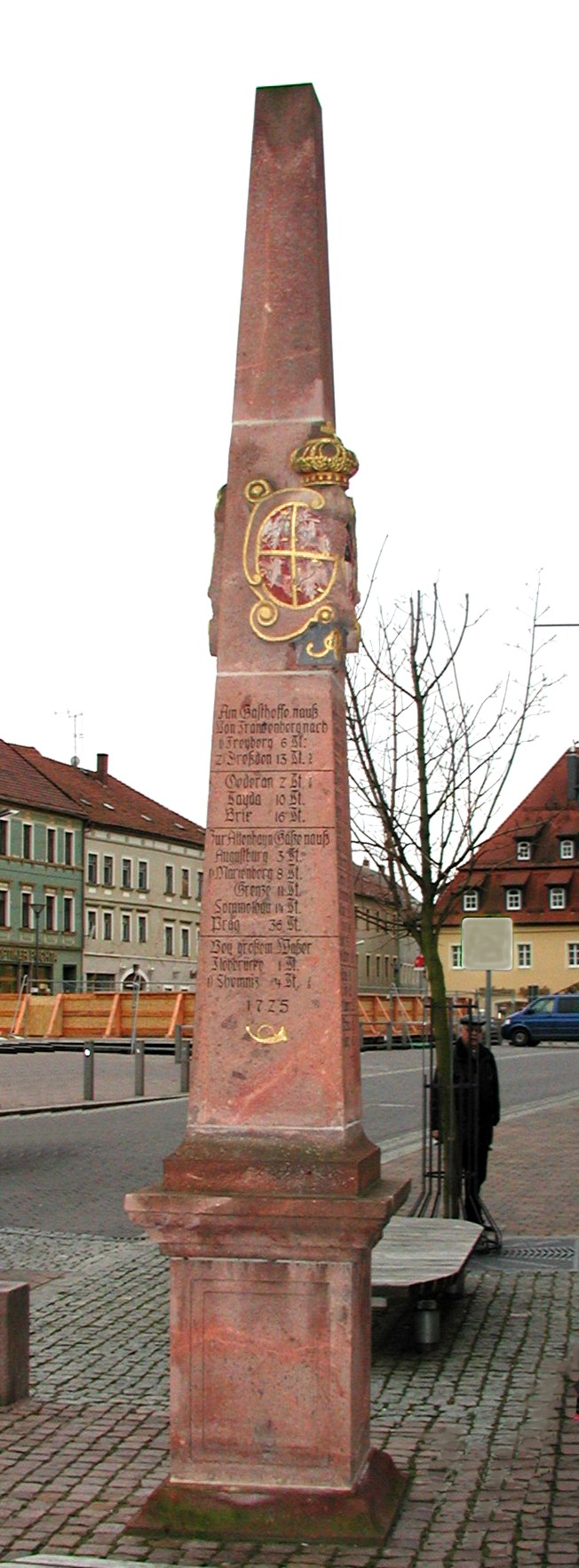
Kursächsische Distanzsäule

Weil die beiden Weltkriege des 20. Jahrhunderts keine wesentlichen Zerstörungen in Frankenberg anrichteten, bietet die Bebauung rund um den historischen Ortskern, den großen Marktplatz vor dem Rathaus, interessante Einblicke in die Geschichte der Stadt zwischen dem 16. und dem 19. Jahrhundert:
- Alte Kantorei – in diesem auf historischen Grundmauern stehenden Gebäude unmittelbar neben der Aegidien-Kirche (Erstbau 1517) befindet sich seit 1994 das Stadtarchiv,
- Webermeisterhaus – (ursprüngliches Gebäude aus dem Jahr 1540, 1889 wieder errichtet) – ist das 1. Webermeister- und Schauhaus der Leineweberinnung, die damals 800 Innungsmitglieder zählte.
- Kursächsische Postmeilensäule: Sie ist die Nachbildung (ohne Sockel) der Distanzsäule aus dem Jahre 1725 vom Markt (das Original wird im Heimatmuseum gezeigt) und trägt originalgetreue Inschriften, z. B. nach „Dreßden 13 St.“ (Entfernungsmaß: 1 Stunde/St. = 4,531 km).
- Altes Amtshaus – das 2008 an einer Ecke des Marktes eröffnete italienische Jugendmodegeschäft befindet sich in einem 1833 als Hauptschulgebäude und Gerichtsnebenstelle errichteten Haus. Hier produzierte von 1852 bis 1945 die Zigarrenfabrik von H. E. Wacker (Produktionsbeginn 1842).
- Offizin C. G. Roßberg – in der Druckerei von Roßberg wurde mittels einer hölzernen Druckpresse am 11. Oktober 1845 die erste Zeitung der Welt auf dem von Friedrich Gottlob Keller erfundenen Holzschliffpapier gedruckt.

Unmittelbar in einer angrenzenden Straße befindet sich ein  Anspännergut – eins von sechs Gütern, die in der Gründerzeit von Frankenberg rund um die Ortsmitte entstanden. Dieses Gebäude hier ist das letzte erhaltene, das nach zwei Stadtbränden (1712, 1788) originalgetreu wieder aufgebaut wurde. 1913 eröffnete das Kaufhaus Schocken eine Filiale in der Innenstadt.

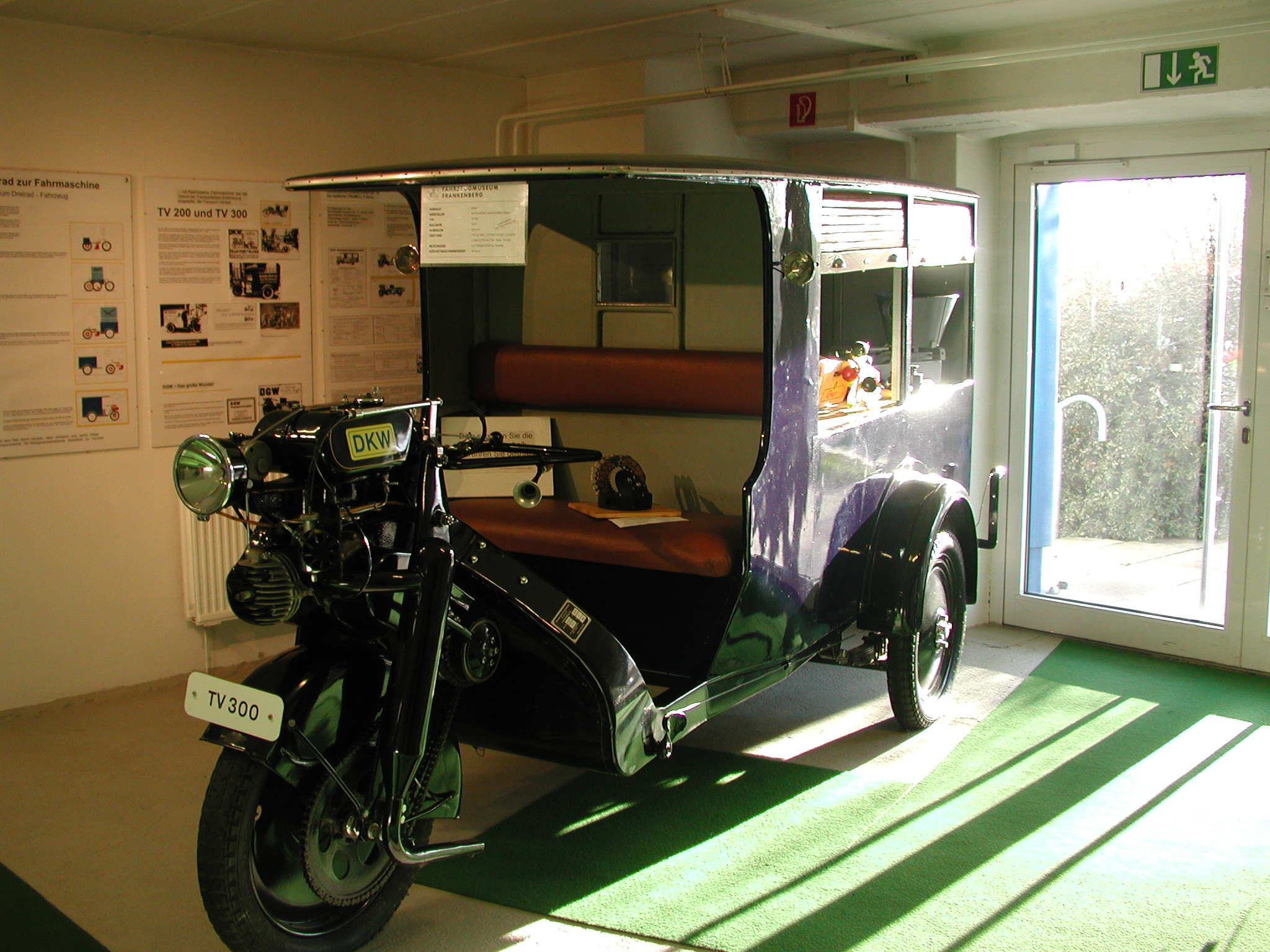
Framo TV 300 im Fahrzeugmuseum Frankenberg

In der jüngeren Geschichte wurde Frankenberg durch die Nutzfahrzeuge der Marke Framo (Frankenberger Motorenwerke) bekannt, die hier zwischen 1923 und 1933 produziert wurden. Danach kam es zur Verlagerung der Produktion nach Hainichen. Ab 1957 nannte sich der Betrieb VEB Barkas-Werke, da es Streitigkeiten wegen der Marke Framo gab. Wegen der völligen Umstellung der Fahrzeugkonstruktion von Gemischtbauweise (Holz mit Blechbeplankung) auf selbsttragende Ganzmetall-Karosserie erfolgte der Aufbau dieser Fertigung in Chemnitz, vorher kam es zur Zusammenlegung der Betriebe Barkas Hainichen mit dem Motorenwerk und dem Fahrzeugwerk Karl-Marx-Stadt. Dazu wurde die Leitung des Betriebes von Hainichen nach Karl-Marx-Stadt verlegt. Dort begann 1960 die Fertigung der Karosserien und wurde ab 1986 schrittweise in das ab 1965 zu Barkas gehörende Werk nach Frankenberg verlagert.
Die Endmontage aller Barkas-Fahrzeuge erfolgte von 1933 bis 1991, als am 10. April der letzte B 1000-1 vom Band lief, in Hainichen.
Durch die zweite Kreisreform in der DDR kam die Stadt Frankenberg/Sa. zum Kreis Hainichen im Bezirk Chemnitz (1953 in Bezirk Karl-Marx-Stadt umbenannt), der ab 1990 als sächsischer Landkreis Hainichen fortgeführt wurde und 1994 im Landkreis Mittweida bzw. im Jahr 2008 im Landkreis Mittelsachsen aufging.

### Garnison

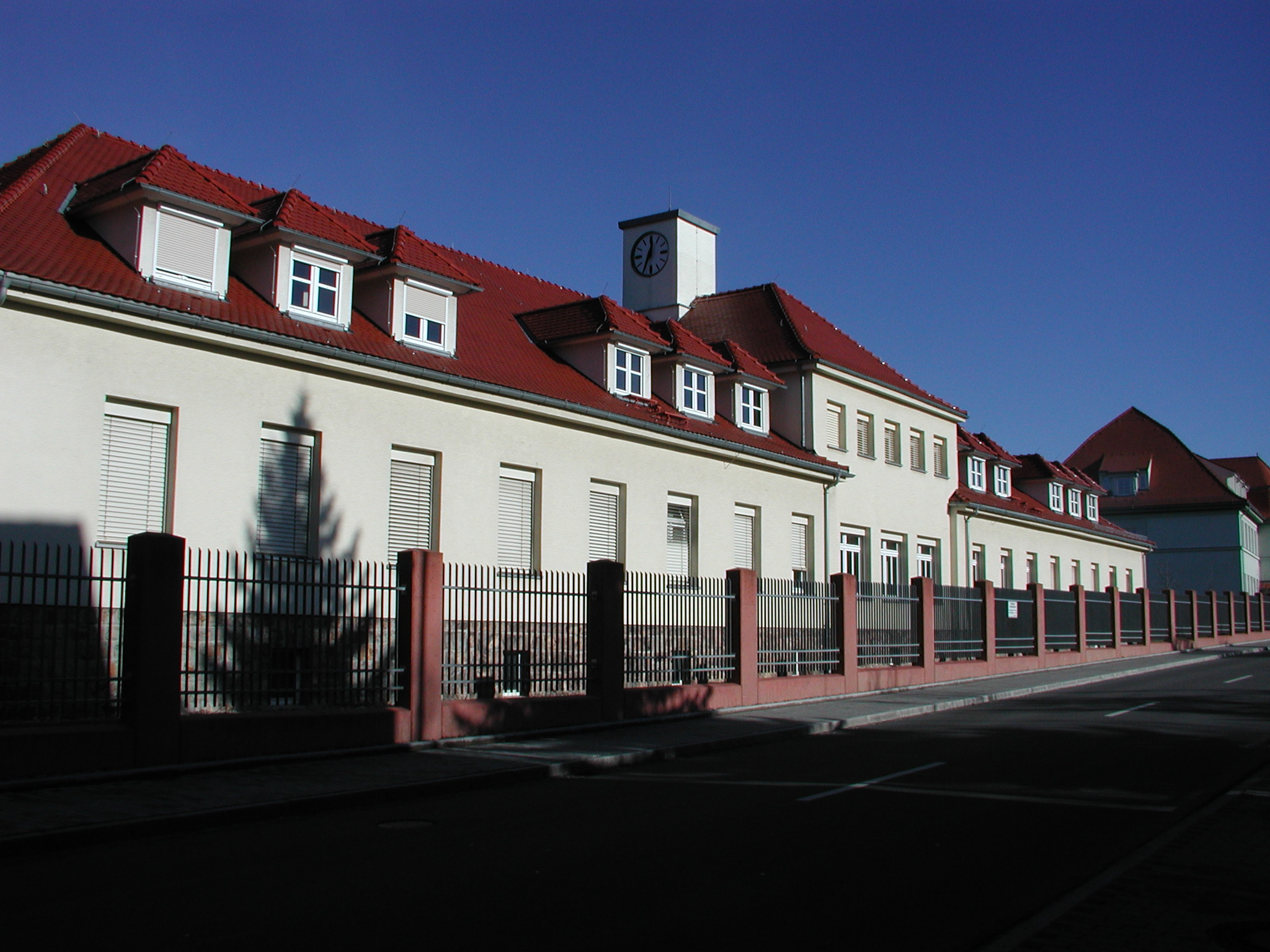
Teilansicht der Wettiner Kaserne, Januar 2008

Zwischen 1913 und 1916 wurde Frankenberg außerdem zu einer Garnisonstadt: auf einem größeren Areal nordöstlich des Stadtkernes und jenseits der Eisenbahnlinie entstanden Kasernengebäude für die Sächsische Armee. Im Zuge der vom NS-Regime betriebenen Wiederaufrüstung wurden in den 1930er Jahren weitere Gebäude hinzugefügt und die Kaserne nunmehr von der Wehrmacht genutzt.
Zwischen 1945 und 1956 gab es keine militärische Nutzung des Komplexes. Nach Gründung der NVA der DDR befanden sich wechselnde Einheiten in dieser Kaserne, zuletzt das Artillerieregiment 7 und die Geschosswerferabteilung 7 der 7. Panzerdivision.
Nach der Wiedervereinigung Deutschlands nutzt seit 3. Oktober 1991 die Bundeswehr die Kaserne, in der seither der Stab und die Stabskompanie der Panzergrenadierbrigade 37 „Freistaat Sachsen“ stationiert sind. Am 3. November 1992 erhielt sie den Namen Wettiner Kaserne. Folgende weitere Bundeswehreinheiten befinden sich hier ( Stand September 2017):
- das Sanitätsversorgungszentrum Frankenberg,
- die Sanitätsstaffel Einsatz Frankenberg,
- die Ausbildungs- / Unterstützungskompanie Panzergrenadierbataillon 371
- die Sportfördergruppe der Bundeswehr Frankenberg.

Am 19. Juli 2021 wurde der Kleinstadt auf ihren Antrag zur Würdigung hier gelebter militärischer Tradition und besonderer Verbundenheit ihrer Bürger mit der Bundeswehr durch das Sächsische Innenministerium die Berechtigung verliehen, als „sonstige Bezeichnung“ nach Sächsischer Gemeindeordnung den Namen „Garnisonsstadt“ auf amtlichen Schreiben und im Ortseingangsschild zu führen. Aktuell dienen 900 Soldatinnen und Soldaten in Frankenberg.

### Gedenkstätten
- Denkmal im Volkspark für die Verfolgten des Naziregimes

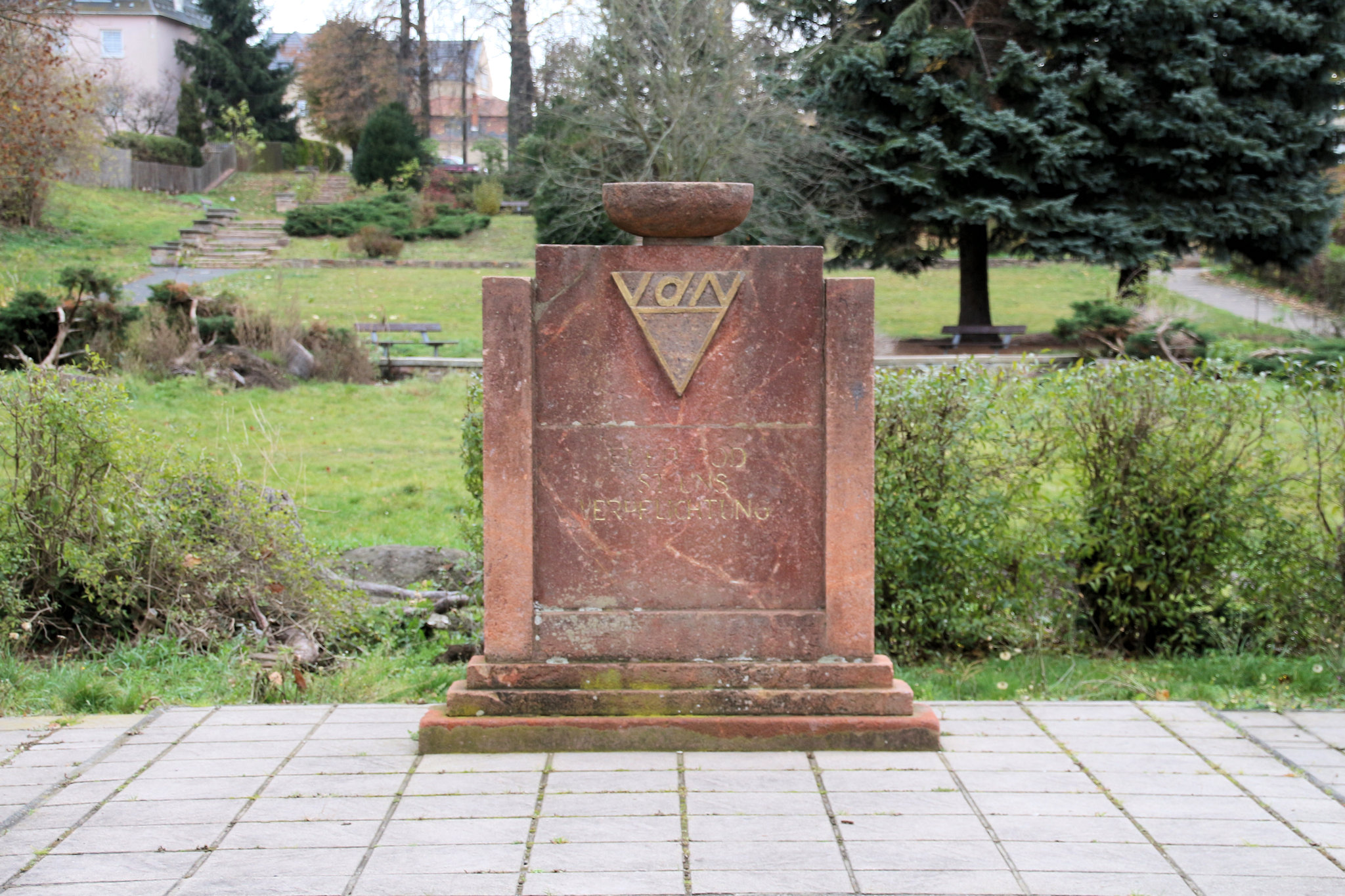
VdN-Denkmal Volkspark Frankenberg

- Grabstätten und Gedenkstein auf dem Friedhof für sechs namentlich bekannte Kriegsgefangene und Zwangsarbeiter, die während des Zweiten Weltkrieges nach Deutschland verschleppt und Opfer von Zwangsarbeit wurden, sowie für einen unbekannten KZ-Häftling
- Gedenktafel und Gedenkstein am Eingang der Kaserne Freiberger Straße und an der Äußeren Frankenberger Straße für den Gewerkschaftssekretär Hermann Fischer und den kommunistischen Widerstandskämpfer Albert Hößler, die beide Opfer des Faschismus wurden
- Grabstätte auf dem Friedhof des Ortsteiles Hausdorf für einen namentlich bekannten polnischen Zwangsarbeiter
- Mahnmal in Sachsenburg
- Denkmal für die Gefallenen des Ersten Weltkrieges im Lützelpark (Lützeltal)

### Eingemeindungen
| Ehemalige Gemeinde bzw. Gutsbezirk                | Datum             | Anmerkung                                                  |
| ------------------------------------------------- | ----------------- | ---------------------------------------------------------- |
| Altenhain                                         | 1. Januar 1994    |                                                            |
| Dittersbach                                       | 1. Januar 1995    |                                                            |
| Gunnersdorf                                       | 1. Oktober 1961   |                                                            |
| Hausdorf                                          | 1. Januar 1974    | Eingemeindung nach Mühlbach                                |
| Irbersdorf                                        | 1. Oktober 1992   | Zusammenschluss mit Sachsenburg zu Sachsenburg-Irbersdorf  |
| Langenstriegis                                    | 1. März 1994      |                                                            |
| Mühlbach (*)                                      | 1. Januar 1998    |                                                            |
| Neubau, Gutsbezirk                                | 1925              |                                                            |
| Neudörfchen                                       | 1. Juli 1934      | Eingemeindung nach Dittersbach                             |
| Ortelsdorf                                        | 1. Juli 1950      | Eingemeindung nach Gunnersdorf                             |
| Sachsenburg (Kammergut), Gutsbezirk Landesanstalt | 19. Juli 1949     | Teileingliederung nach Irbersdorf und Sachsenburg          |
| Sachsenburg                                       | 1. Oktober 1992   | Zusammenschluss mit Irbersdorf zu Sachsenburg-Irbersdorf   |
| Sachsenburg-Irbersdorf                            | 1. Januar 1994    |                                                            |
| Staatsforstrevier Frankenberg, Gutsbezirk         | 10. Dezember 1948 | Teileingliederung nach Altenhain                           |
| Staatsforstrevier Frankenberg, Gutsbezirk         | 1. Juni 1948      | Teileingliederung nach Dittersbach im Zuge der Bodenreform |
| Staatsforstrevier Frankenberg, Gutsbezirk         | 10. Dezember 1948 | Teileingliederung nach Frankenberg                         |
| Staatsforstrevier Frankenberg, Gutsbezirk         | 10. Dezember 1948 | Teileingliederung nach Hausdorf                            |
| Staatsforstrevier Frankenberg, Gutsbezirk         | 19. Februar 1949  | Teileingliederung nach Hausdorf                            |
| Staatsforstrevier Frankenberg, Gutsbezirk         | 12. Juni 1948     | Teileingliederung nach Ibersdorf im Zuge der Bodenreform   |
| Staatsforstrevier Frankenberg, Gutsbezirk         | 27. Oktober 1949  | Teileingliederung nach Langenstriegis                      |
| Staatsforstrevier Frankenberg, Gutsbezirk         | 1. Juni 1948      | Teileingliederung nach Mühlbach im Zuge der Bodenreform    |
| Staatsforstrevier Frankenberg, Gutsbezirk         | 10. Dezember 1948 | Teileingliederung nach Sachsenburg                         |

Ortsteile Eingemeindung 1

(*) Am 1. Oktober 1994 wechselte Mühlbach vom Landkreis Flöha in den neu entstandenen Landkreis Mittweida, während die meisten anderen Gemeinden des Landkreises Flöha an den Landkreis Freiberg gingen.

### Einwohnerentwicklung

Einwohnerentwicklung von Frankenberg von 1834 bis 2017 nach nebenstehender Tabelle

| Jahr | Einwohner |
| ---- | --------- |
| 1834 | 4.318     |
| 1875 | 10.462    |
| 1880 | 10.913    |
| 1925 | 13.646    |
| 1933 | 14.764    |
| 1939 | 14.833    |
| 1946 | 15.103    |
| 1950 | 15.264    |
| 1971 | 16.615    |
| 1981 | 14.093    |

| Jahr | Einwohner |
| ---- | --------- |
| 1984 | 14.460    |
| 1988 | 15.429    |
| 2006 | 16.521    |
| 2007 | 16.283    |
| 2009 | 15.878    |
| 2012 | 14.676    |
| 2013 | 14.602    |
| 2016 | 14.288    |
| 2017 | 14.177    |
| 2020 | 13.784    |

ab 1981: jeweils 31. Dezember

## Politik

### Stadtrat
Nach der Stadtratswahl am 9. Juni 2024 verteilen sich die 22 Sitze des Stadtrates folgendermaßen auf die einzelnen Gruppierungen:
- CDU: 9 Sitze
- AfD: 7 Sitze
- BSW: 4 Sitze
- SPD: 1 Sitz
- Linke: 1 Sitz

| Stadtrat ab 2024Insgesamt 22 Sitze - BSW: 4 - Linke: 1 - SPD: 1 - CDU: 9 - AfD: 7 | Liste                          | 2024   | 2024   | 2019   | 2019   | 2014   | 2014   |
| Stadtrat ab 2024Insgesamt 22 Sitze - BSW: 4 - Linke: 1 - SPD: 1 - CDU: 9 - AfD: 7 | Liste                          | Sitze  | in %   | Sitze  | in %   | Sitze  | in %   |
| Stadtrat ab 2024Insgesamt 22 Sitze - BSW: 4 - Linke: 1 - SPD: 1 - CDU: 9 - AfD: 7 | CDU                            | 9      | 41,7   | 11     | 46,2   | 12     | 49,7   |
| Stadtrat ab 2024Insgesamt 22 Sitze - BSW: 4 - Linke: 1 - SPD: 1 - CDU: 9 - AfD: 7 | AfD                            | 7      | 31,3   | 5      | 21,1   | –      | –      |
| Stadtrat ab 2024Insgesamt 22 Sitze - BSW: 4 - Linke: 1 - SPD: 1 - CDU: 9 - AfD: 7 | BSW                            | 4      | 17,6   | –      | –      | –      | –      |
| Stadtrat ab 2024Insgesamt 22 Sitze - BSW: 4 - Linke: 1 - SPD: 1 - CDU: 9 - AfD: 7 | SPD                            | 1      | 6,5    | 1      | 7,7    | 1      | 6,5    |
| Stadtrat ab 2024Insgesamt 22 Sitze - BSW: 4 - Linke: 1 - SPD: 1 - CDU: 9 - AfD: 7 | Linke                          | 1      | 2,8    | 2      | 10,8   | 3      | 14,7   |
| Stadtrat ab 2024Insgesamt 22 Sitze - BSW: 4 - Linke: 1 - SPD: 1 - CDU: 9 - AfD: 7 | Freie Wähler Frankenber/Sa.    | –      | –      | 3      | 14,3   | –      | –      |
| Stadtrat ab 2024Insgesamt 22 Sitze - BSW: 4 - Linke: 1 - SPD: 1 - CDU: 9 - AfD: 7 | Gewerbeverband für Frankenberg | –      | –      | –      | –      | 6      | 26,5   |
| Stadtrat ab 2024Insgesamt 22 Sitze - BSW: 4 - Linke: 1 - SPD: 1 - CDU: 9 - AfD: 7 | Grüne                          | –      | –      | –      | –      | –      | 2,6    |
| Stadtrat ab 2024Insgesamt 22 Sitze - BSW: 4 - Linke: 1 - SPD: 1 - CDU: 9 - AfD: 7 | Wahlbeteiligung                | 64,7 % | 64,7 % | 59,7 % | 59,7 % | 50,7 % | 50,7 % |

### Bürgermeister
Kurt Müller (SED), Vater von Heiner Müller und Wolfgang Müller, war von 1947 bis 1950 Bürgermeister.
2002 wurde Thomas Firmenich (CDU) (* 1955) erstmals zum Bürgermeister gewählt. Der frühere Berufssoldat trat das Amt am 1. November 2002 an, er wurde 2009 und 2016 im Amt bestätigt. Im Oktober 2021 trat Thomas Firmenich aufgrund von Meinungsverschiedenheiten mit dem CDU-Stadtverband aus der Partei aus. Zur Bürgermeisterwahl im September 2023 trat der seitdem Parteilose altersbedingt nicht mehr an. Zum Nachfolger wurde der CDU-Politiker Oliver Gerstner gewählt, der sich bereits im ersten Wahlgang gegen zwei Einzelkandidaten sowie den AfD-Kandidaten durchsetzte.
| Wahl | Bürgermeister    | Vorschlag | Wahlergebnis (in %) |
| ---- | ---------------- | --------- | ------------------- |
| 2023 | Oliver Gerstner  | CDU       | 51,9                |
| 2016 | Thomas Firmenich | CDU       | 69,6                |
| 2009 | Thomas Firmenich | CDU       | 60,7                |
| 2002 | Thomas Firmenich | CDU       | 52,3                |
| 2001 | Jochen Köhler    | CDU       | 67,5                |

### Wappen
Blasonierung: „In Rot eine goldene Burg mit zwei viereckigen Türmen, ungezinnter Mauer und offenem Tor; auf der Mauer zwischen den Türmen eine gekrönte Heilige (heilige Katharina von Alexandrien) in goldenem Mantel und rotem Unterkleid, in der Rechten ein nach unten gerichtetes Schwert, in der Linken einen Palmenzweig haltend, hinter ihr ein halb sichtbares Richtrad.“

### Städtepartnerschaften
- Frankenberg (Eder) in Hessen
- Mühlbach im Altmühltal – ein Ortsteil der Stadt Dietfurt an der Altmühl in Bayern
- Sachsenburg (Kärnten) in Österreich
- Strzelin in Polen

Ein Großteil der Namen der Partnergemeinden haben einen Bezug zu den Namen von Frankenberger Ortsteilen.

## Kultur und Sehenswürdigkeiten

### Museen

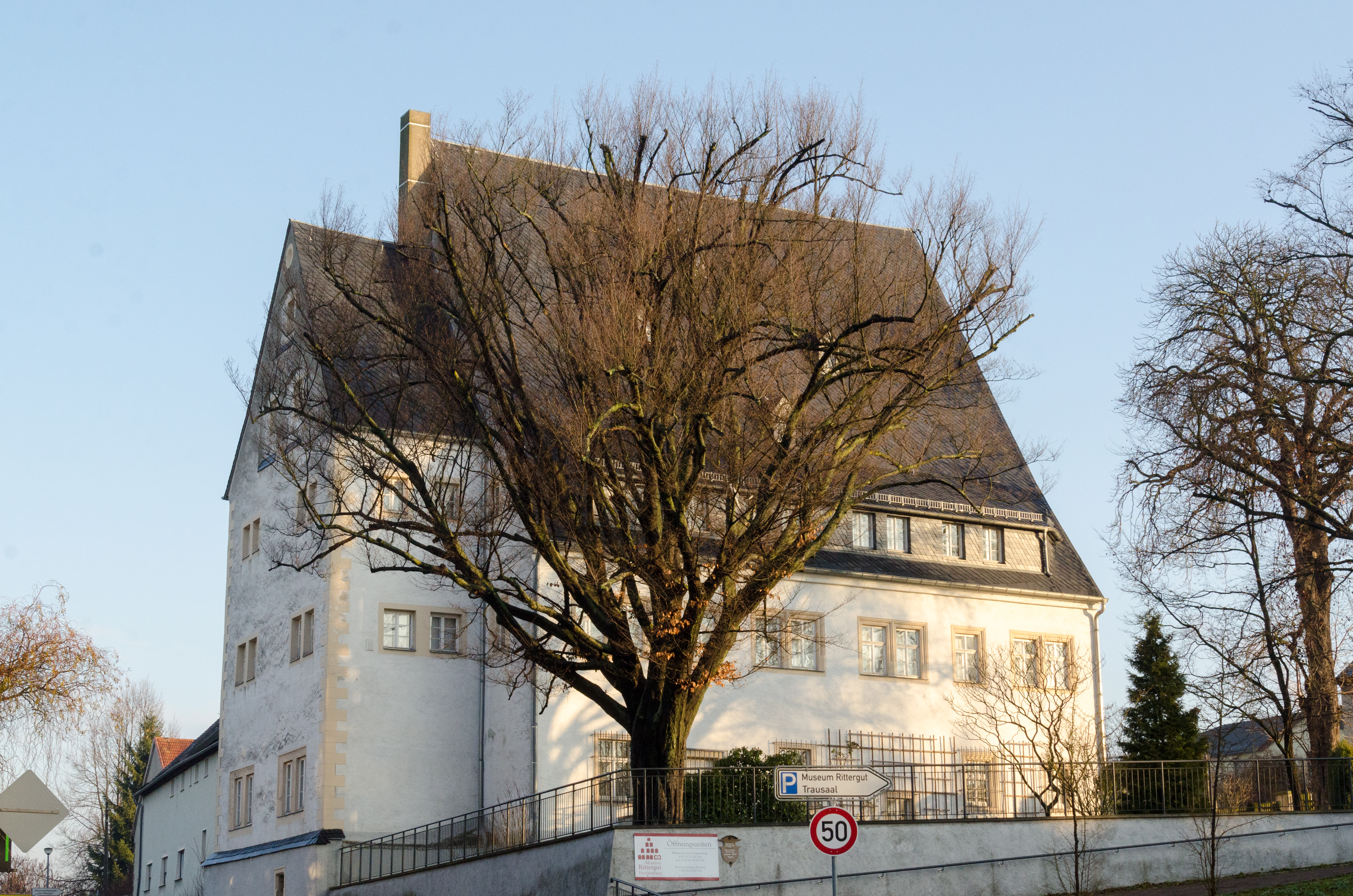
Rittergut Frankenberg (Heimatmuseum Frankenberg)

- Freilichtmuseum Mittelalterliche Bergstadt Bleiberg e. V. am Treppenhauer in Sachsenburg,
- Schloss Sachsenburg,
- Erlebnismuseum ZeitWerkStatt, welches Exponate des ehemaligen Fahrzeugmuseums Frankenberg und des ehemaligen Heimatmuseums im Rittergut präsentiert.
- Museum Rittergut Frankenberg, erstmals 1909 eingerichtet, später umgezogen in das Herrenhaus des ehemaligen Rittergutes Frankenberg. Dieses wurde 1553 von der Familie von Schönberg erbaut, in deren Besitz es sich bis 1610 befand. Ab 1771 befand es sich im Besitz der Chemnitzer Kaufmannsfamilie Abendroth, von der es im Erbwege 1812 an die von Sandersleben gelangte, die es bis 1945 besaßen. Seit 2021 ist das Museum zugunsten des Erlebnismuseums ZeitWerkStatt geschlossen.
- die kulturhistorische Sammlung zur Papier- und Druckgeschichte in der Offizin Roßberg am Markt (Besichtigung nach Voranmeldung).

### Bauwerke

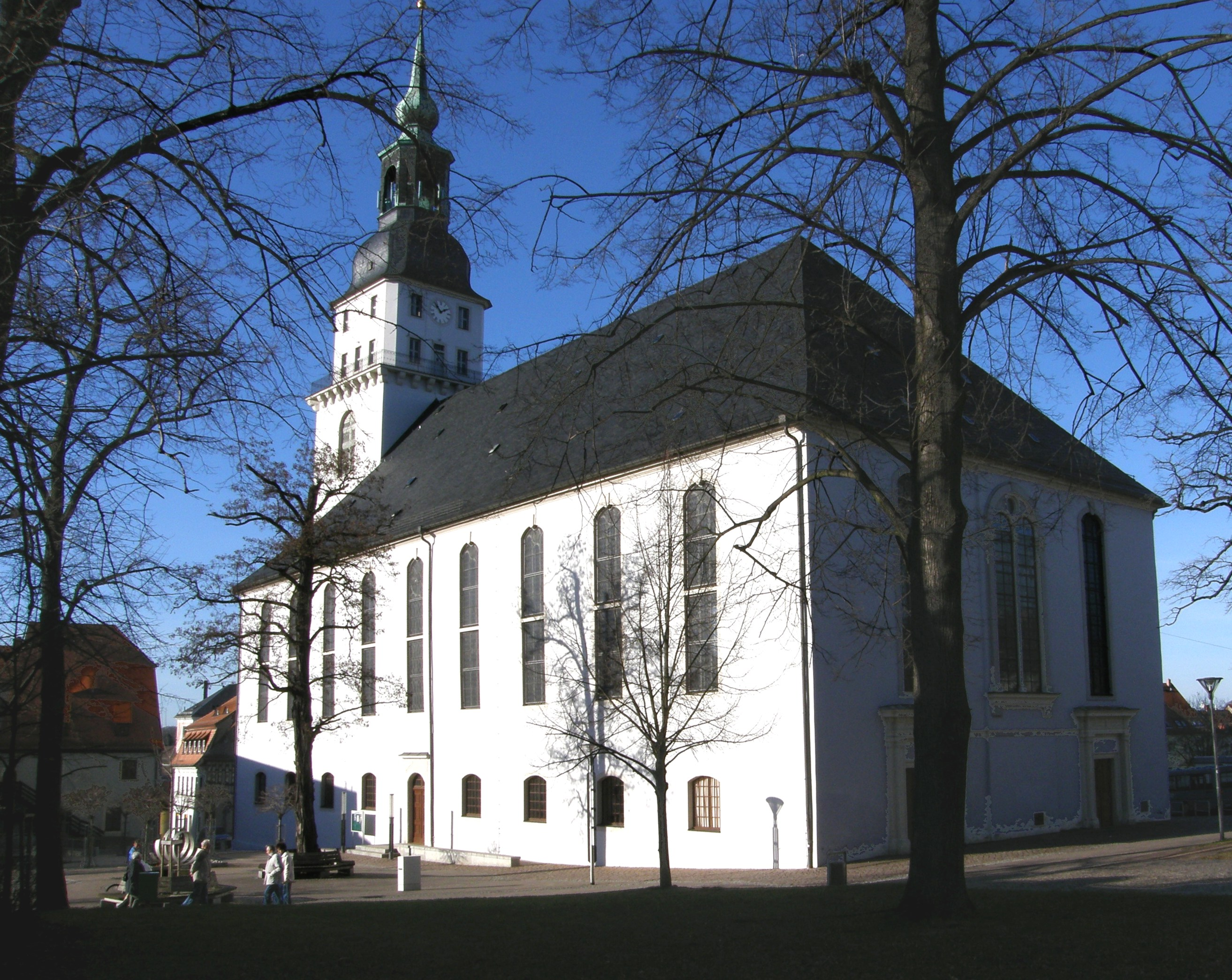
Die Kirche St. Aegidien

Das Wahrzeichen des Ortes ist die evangelisch-lutherische Kirche St. Aegidien mit ihrem auch von der Autobahn sichtbaren Turm, dessen unterer Teil von 1499 stammt. Bereits mit der Besiedlung in der 2. Hälfte des 12. Jahrhunderts muss eine Kirche angelegt worden sein. In der Spätgotik wurde wahrscheinlich ein völliger Neubau einer Hallenkirche mit polygonalem Chor und dem Westturm errichtet. Nach Bauschäden – Teile des Chorgewölbes waren herab gestürzt – wurde von 1740 bis 1744 ein neues Kirchenschiff nach den Plänen des Freiberger Ratszimmermeisters Johann Gottlieb Ohndorff errichtet. Dabei handelt es sich um einen barocken Emporensaal nach dem Vorbild der Dresdner Dreikönigskirche.
Den Altar schufen der Oederaner Tischler Carl Müller, der Maler Christian Friedrich Krafft und der in Hainichen ansässige Johann Gottfried Stecher 1744. Die in Resten erhaltene Kanzel aus dem 17. Jahrhundert wurde aus der Vorgängerkirche übernommen und befindet sich heute im Heimatmuseum Frankenberg. Im 19. Jahrhundert ist der Kircheninnenraum historistisch überprägt worden, wobei der barocke Emporensaal weitgehend erhalten blieb, die Ausstattung des 18. Jahrhunderts größtenteils jedoch zerstört wurde.
Weniger auffällig steht die katholische Filialkirche St. Antonius an der Humboldtstraße, straßenseitig ist dabei lediglich das Gemeindehaus zu sehen. Dieses Gotteshaus äußerlich schlicht gehalten, nur ein Kreuz und ein offener Glockenturm schmücken es.

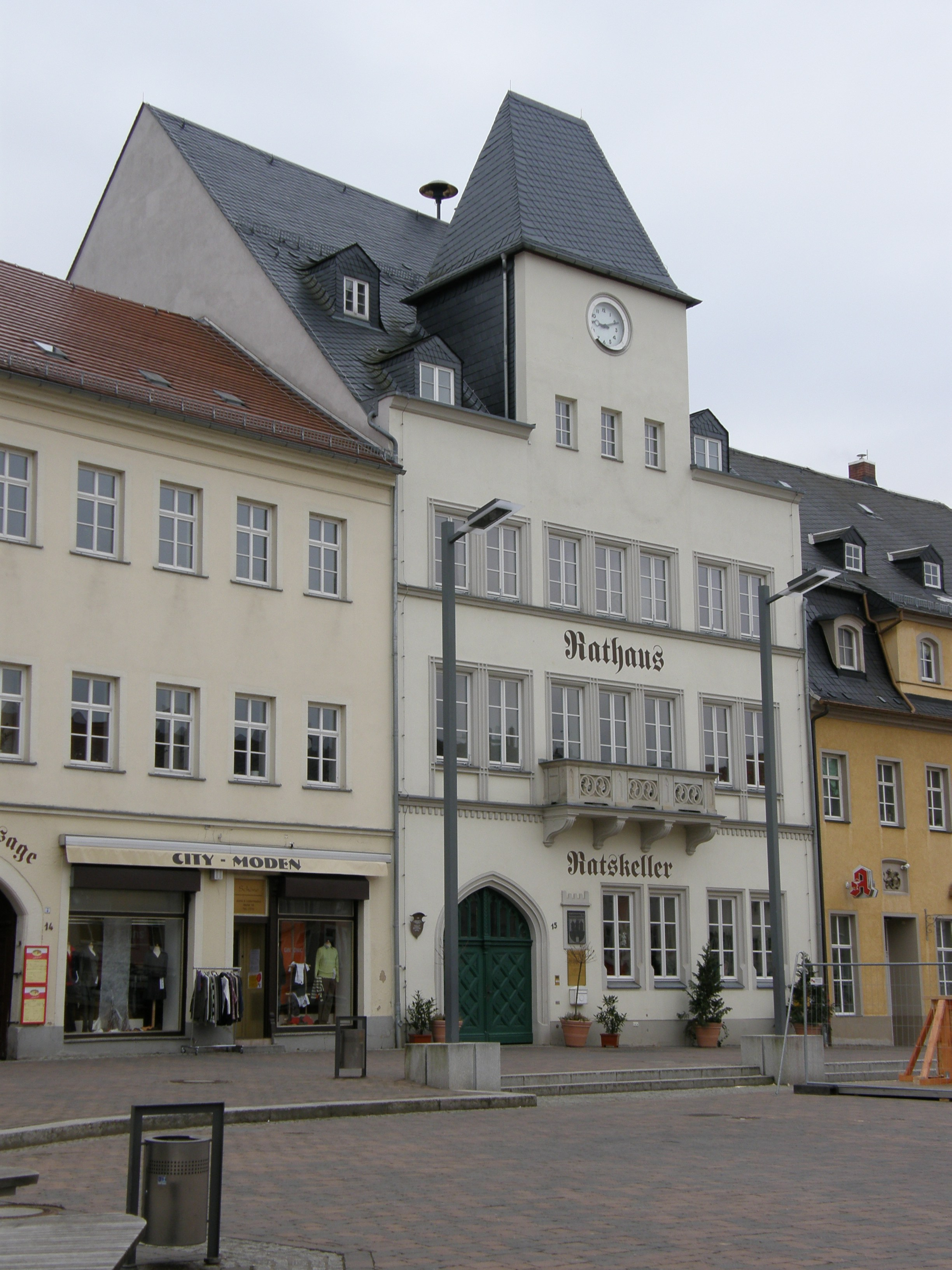
Das Rathaus

Direkt im Zentrum befindet sich das historische Rathaus mit seinem heutigen Gebäude, das 1863 mit dem Ratskeller hier errichtet wurde und ein im Jahre 1921 aus Sandstein gefertigter Marktbrunnen, auf dessen Stele ein symbolischer Bauarbeiter steht; 1983 wurde er rekonstruiert. Außerdem zeigen zahlreiche gut erhaltene beziehungsweise rekonstruierte Fachwerkbauten die Wohnsituation früherer Jahrhunderte. Einige Hausfassaden aus dem 19. und 20. Jahrhundert sind mit schönen Details gestaltet, die an die Jugendstilepoche erinnern.
In der Nähe des Ortes gab es die Alberthöhe, einen Felsvorsprung mit einer Holzlaube mit Kuppel, dem Emilientempel.

### Parks

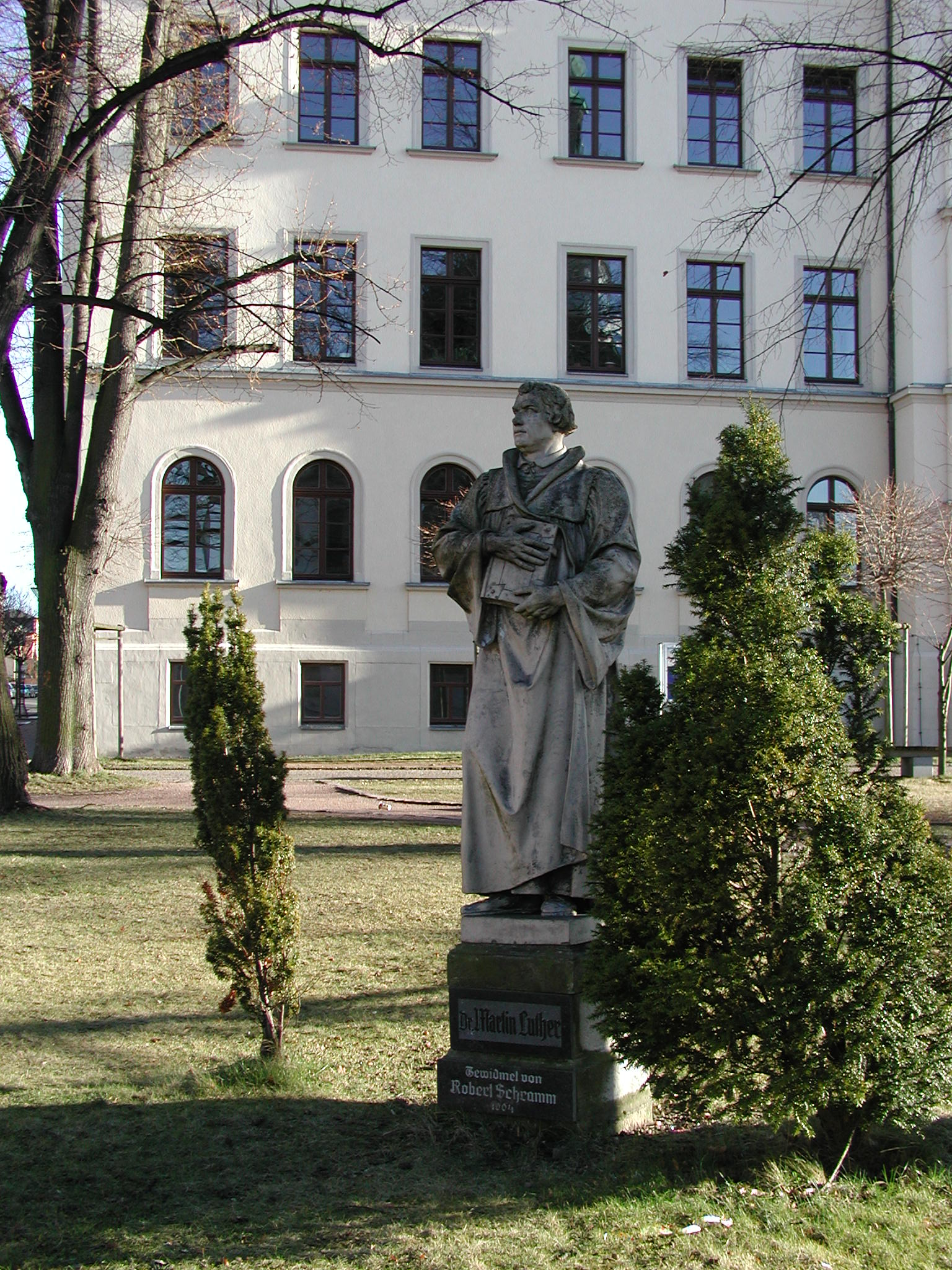
Das Martin-Luther-Denkmal im gleichnamigen Park.

Der Friedenspark ist die größte Grünanlage in Zentrumsnähe, er wurde aus einem stillgelegten Friedhof 1890/91 geschaffen. Im Jahr 2017 erfolgte eine Sanierung.
Einige Bäume und Wiesen bilden auf der Fläche zwischen dem Gymnasium und der Kirche St. Aegidien den Lutherpark, an dem auch das gleichnamige Denkmal steht.
Hervorhebenswert ist außerdem der Schilfteich, nördlich der Autobahntangente gelegen. Der Schilfteich wurde im Jahr 2016 saniert, nachdem dieser vom Hochwasser 2013 stark beschädigt wurde.
Am Stadtrand von Frankenberg befindet sich ferner das Naherholungsgebiet Lützeltal.
Die Stadt Frankenberg war der Ausrichter der Landesgartenschau 2019. In diesem Zusammenhang wurden zwei große Parkanlagen in der Stadt geschaffen, das Mühlbachtal aufgewertet und die Zschopauaue zu einem Naherholungsgebiet umgestaltet. Die Blumenhalle wurde nach dem Ende der Landesgartenschau bis 2021 zum Erlebnismuseum ZeitWerkStatt umgebaut.

## Wirtschaft und Infrastruktur

### Verkehr
Frankenberg/Sa., inmitten des Sachsendreieckes Chemnitz (Entfernung ca. 10 km) – Dresden (Entfernung ca. 55 km) – Leipzig (Entfernung ca. 80 km), ist mit einer eigenen Anschlussstelle an die Bundesautobahn 4 angebunden. Durch den Ort verlaufen die Bundesstraßen 169 und 180.
Der Bahnhof Frankenberg (Sachs) und die Haltepunkte Frankenberg (Sachs) Süd und Dittersbach liegen an der Bahnstrecke Roßwein–Niederwiesa, die durch die City-Bahn Chemnitz unter der Marke Chemnitz Bahn zwischen Hainichen und Chemnitz bedient werden. Als Fahrzeuge wurden ab 2004 wegen des täglichen Stundentakts zwei Dieseltriebwagen vom Typ Regio-Shuttle eingesetzt. Seit 2017 wird die Strecke ebenfalls stündlich von zwei niederflurigen Zweikrafttriebwagen des Chemnitzer Modells vom Typ Citylink bedient, die als Linie C15 bis in die Innenstadt von Chemnitz verkehren. Die Trennstelle zwischen Diesel- elektrischem Betrieb mit Spannung der Straßenbahn Chemnitz befindet sich im Hauptbahnhof Chemnitz.
Die nächsten größeren Flughäfen sind in 60 km Entfernung Dresden, 90 km Leipzig/Halle und 158 km Prag innerhalb kurzer Zeit zu erreichen.

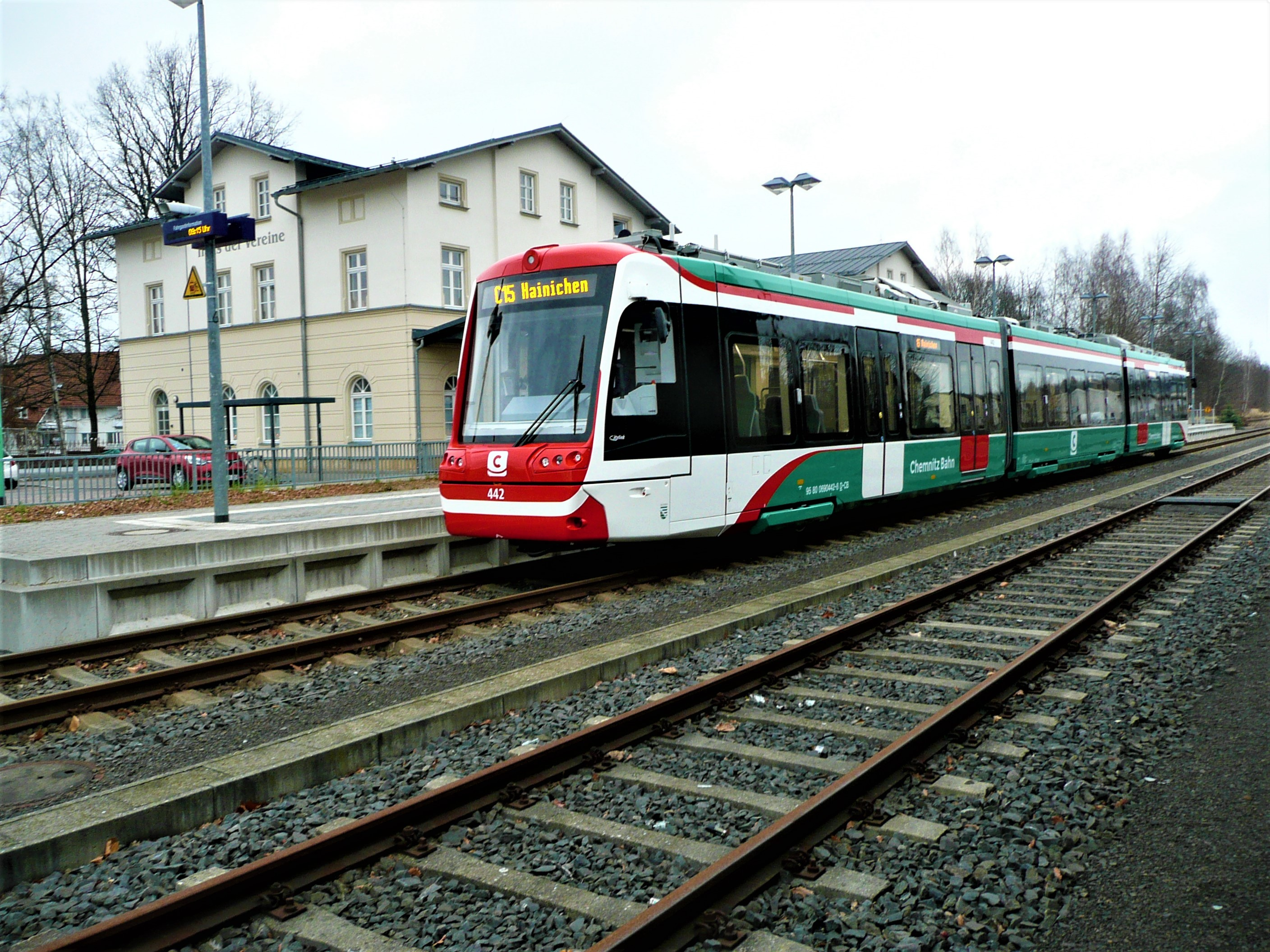
Bahnhof Frankenberg (Sachs) mit bimodalen Triebwagen Nr. 442 der City-Bahn Chemnitz (2017)
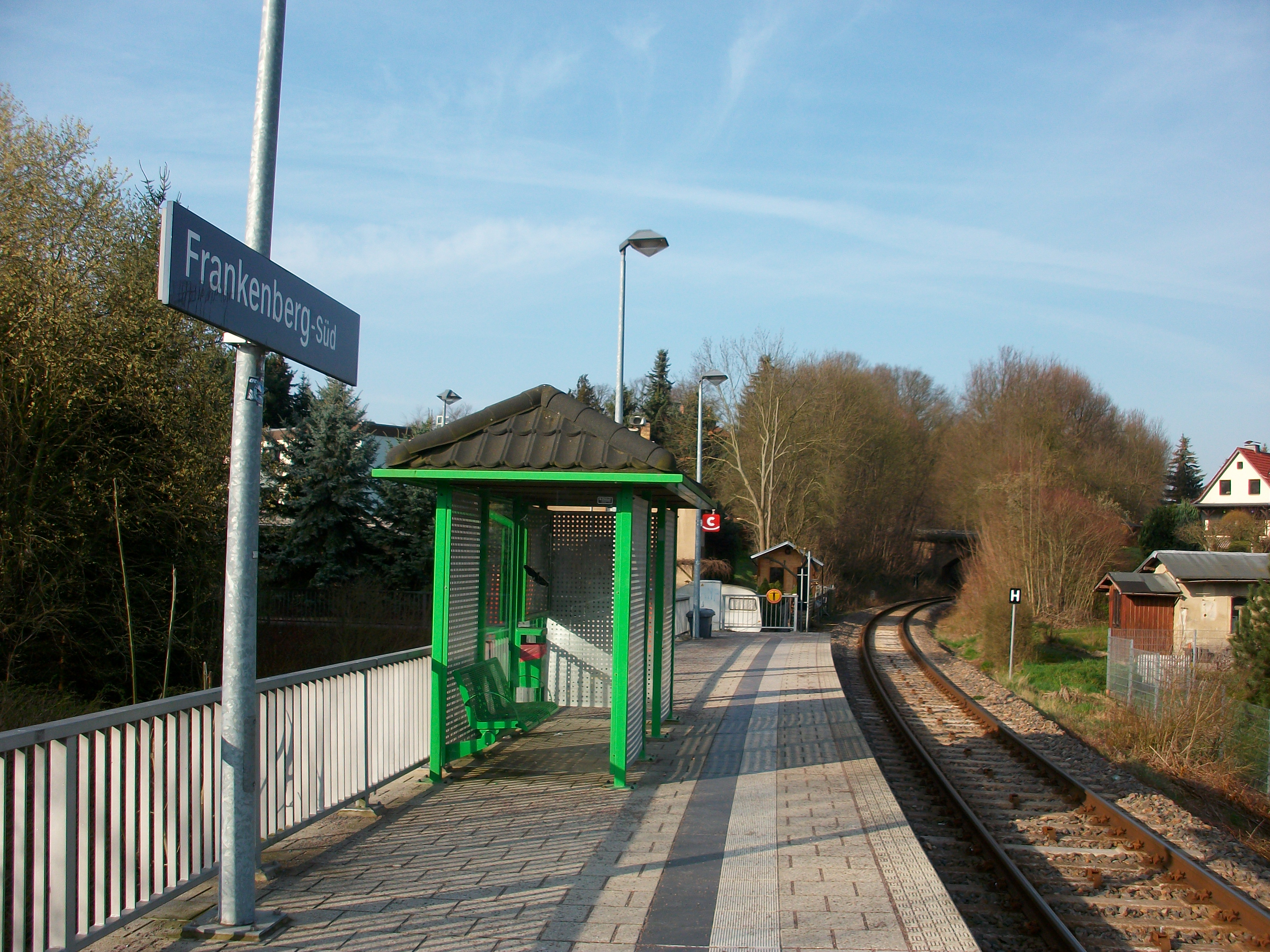
Hp. Frankenberg Süd (neu) (2016)
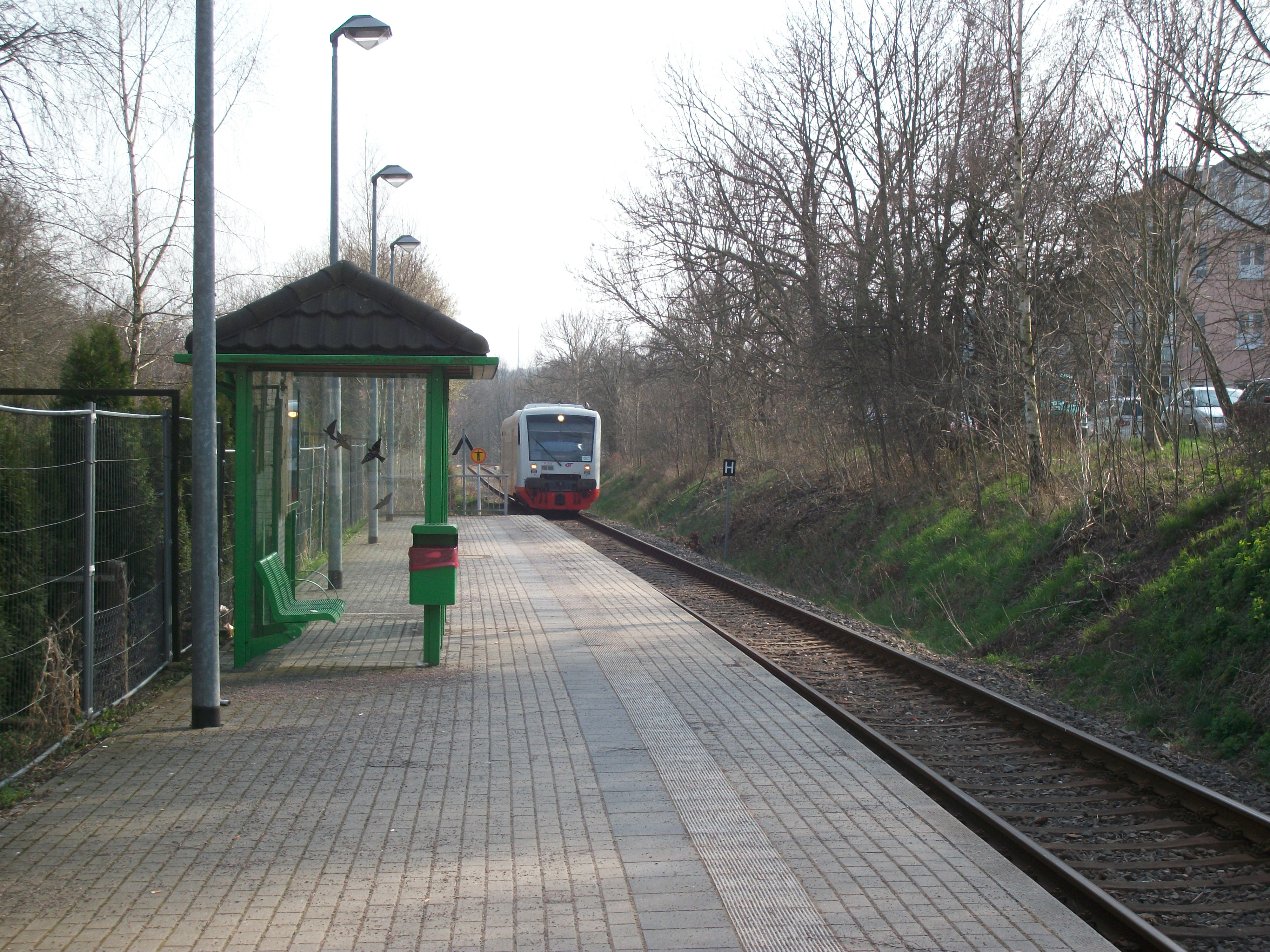
City-Bahn bei der Einfahrt in den Hp. Dittersbach (2016)

### Ansässige Unternehmen
Folgende Unternehmen sind in der Stadt aktiv:
- Benseler Beschichtungen Sachsen GmbH & Co. KG
- SWAP eco future systems
- FMA Frankenberger Maschinen und Anlagen GmbH
- Andreas Junghans – Anlagenbau und Edelstahlbearbeitung
- Uhlemann & Lantzsch GmbH – Bekleidungsproduktion und Textilveredlung
- Technic-Center Frankenberg/Sa. Engineering GmbH – Ladegeräte und Motorsteuerungen
- Nussbaum GmbH Frankenberg/Sa. – Aluminiumverpackungen
- ELA-Container GmbH
- Sächsische Walzengravur GmbH
- High Tech Diving
- Sächsische Teppichmanufaktur Bernards, Schmidt & Wenschuh KG[37]

### Historische Unternehmen
Besondere wirtschaftliche Bedeutung erlangte das Zigarrenmacherhandwerk und die Automobilindustrie. Folgende Unternehmen waren historisch in der Stadt ansässig:
- Polytechnik Frankenberg GmbH (siehe auch Polylux)
- LISEMA-Bettenfabrik
- Framo (Marke der Metallwerke Frankenberg GmbH, die hier 1927 bis 1933 DKW-Zubehör und diese Motordreiräder herstellte)
- VEB Barkas-Werke

### Gesundheitswesen

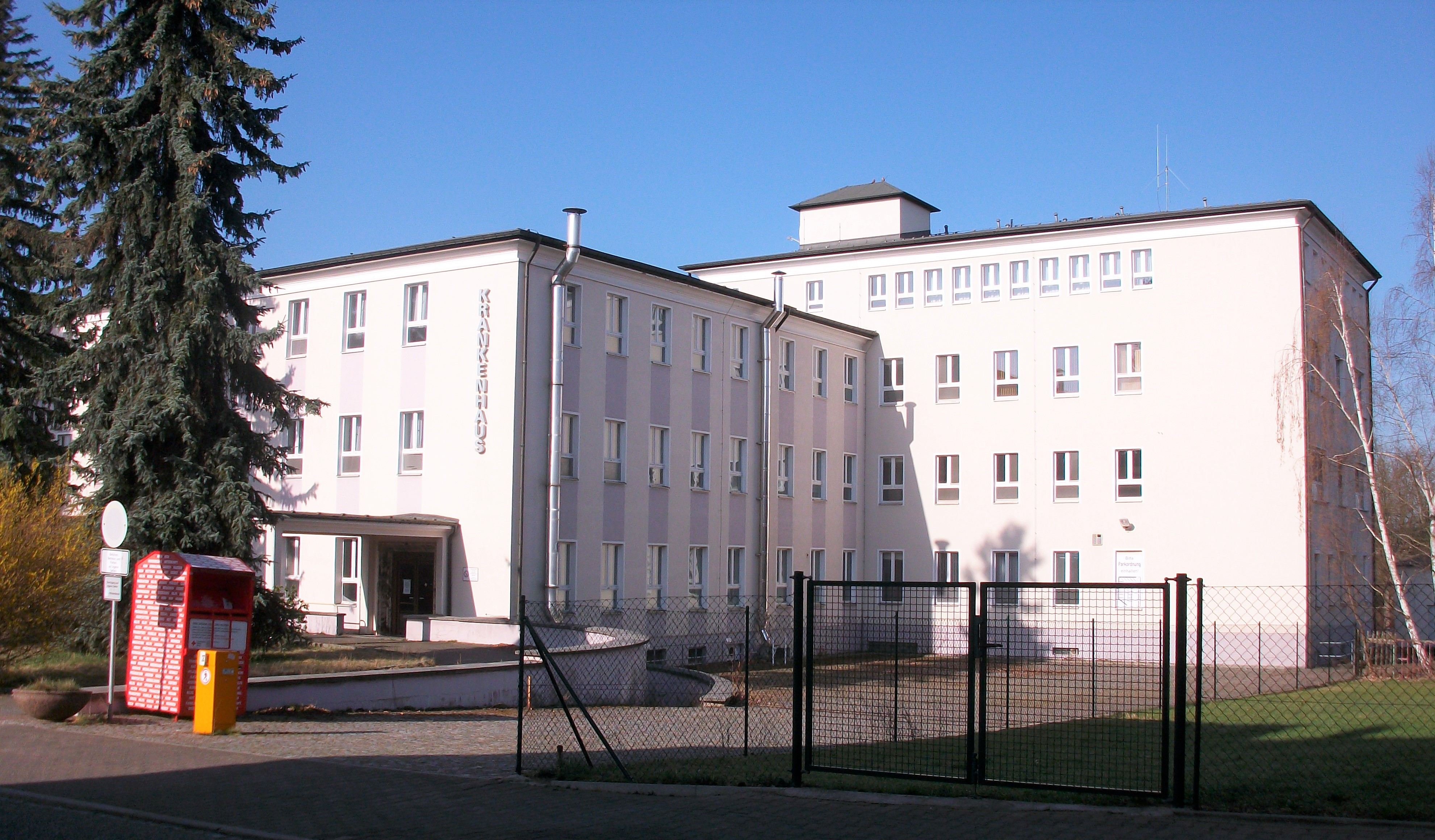
Frankenberg/Sa., ehemaliges Krankenhaus

Seit 1996 gehörte das Krankenhaus zusammen mit den Häusern in Mittweida und Rochlitz zur Landkreis Mittweida Krankenhaus gGmbH, einem Krankenhaus der Regelversorgung mit 360 Betten. Ende 2013 wurde der Betrieb in Frankenberg eingestellt. Die Stadt hat das Objekt gekauft, um die Immobilie zu sanieren und ein Gesundheitszentrum zu errichten. Die Landkreis Mittweida Krankenhaus GmbH nahm 2015 von einer Nutzung als Krankenhaus Abstand, seitdem ist das Projekt sowie das Gebäude ohne Perspektive.

### Bildung
Frankenberg hat fünf Schulen:

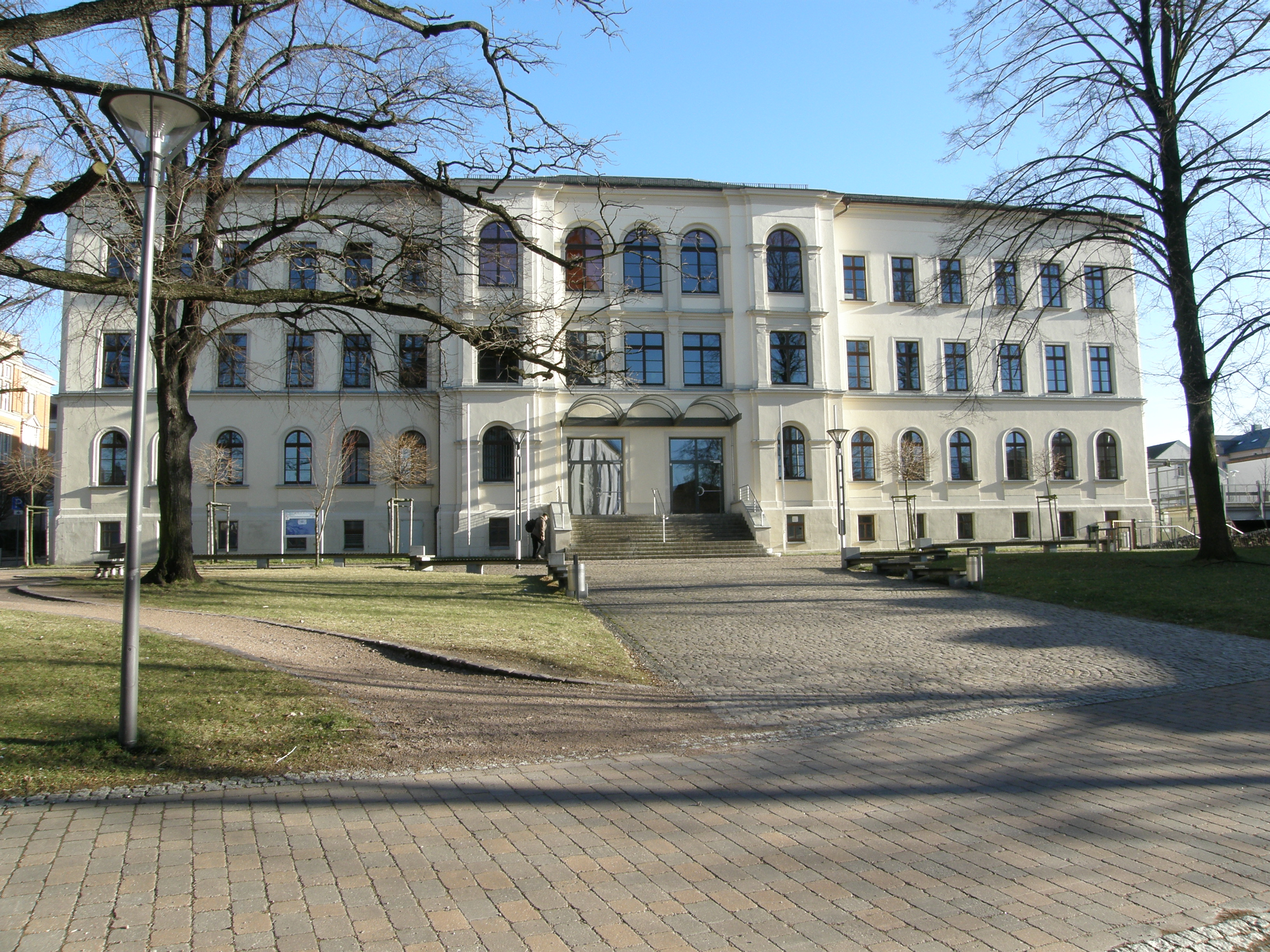
Das Martin-Luther-Gymnasium

- das Martin-Luther-Gymnasium in der Nähe des Stadtzentrums mit dem Lutherpark davor und einem Denkmal für Martin Luther, das Robert Schramm gestiftet 1904 hat.
- die Erich-Viehweg-Oberschule
- die Astrid-Lindgren-Grundschule
- die Evangelische Grundschule Frankenberg
- International Primary School Frankenberg (englischsprachige Privatschule)
- die Förderschule für geistig Behinderte Max Kästner

Weiterhin gibt es in Frankenberg sieben Kindergärten:
- Kindertagesstätte Taka–Tuka–Land
- Kindertagesstätte Triangel des Diakonischen Werkes Rochlitz
- Christliche Kindertagesstätte Pusteblume
- DRK-Kindertagesstätte Heinzelmännchen Sachsenburg
- Kindertagesstätte Wasserflöhe Dittersbach
- Kindertagesstätte Windrädchen Mühlbach
- Kindertagesstätte Little Foxes

Das 1901 vom Architekten Conrad Canzler entworfene und als Königlich Sächsisches Lehrerseminar eröffnete Schulgebäude diente bis 1996 als Sächsische Verwaltungsschule und danach bis 2003 als Außenstelle der Justizschule Sachsen am Bildungszentrum Niederbobritzsch. Von 2008 bis 2011 wurde das Bauwerk saniert und zum Bildungszentrum der Stadt Frankenberg ausgebaut, welches jetzt die Astrid-Lindgren-Grundschule, die Evangelische Grundschule sowie die Kindertagesstätte Pusteblume beherbergt. Im Inneren befindet sich ein bedeutsames Monumentalgemälde aus der königlich-sächsischen Entstehungszeit (1904) von Georg Müller-Breslau.

## Persönlichkeiten

### Ehrenbürger
Aktuelle Liste:
- 1895 Otto Fürst von Bismarck (1815–1898), Reichskanzler
- Johannes Roßberg, Inhaber der gleichnamigen Druckerei
- 2015 Heinrich Dittrich (* 1942), Chirurg, für sein bürgerliches Engagement zum Erhalt des Krankenhauses

### Söhne und Töchter der Stadt
- Hieronymus Haubold (um 1535–1579), Pädagoge und lutherischer Theologe
- Daniel Friedrich Parthey (1745–1822), Musiker, Verleger und Hofrat im Preußischen General-Finanzdirektorium
- Christian Friedrich Möller (1763–1825), evangelischer Geistlicher, Schriftsteller und Historiker
- Christian Gottlob Höpner (1799–1859), Komponist, Organist und Musikpädagoge
- Karl Meltzer (1828–1876), Jurist und langjähriger Bürgermeister der Stadt Frankenberg[42]
- Friedrich Uhlemann (1835–1917), Reichstagsabgeordneter und Fabrikbesitzer
- Hugo Friedemann (1840–1910), Lehrer und Autor
- Oskar Schiebler (1845–1928), Politiker (Nationalliberale Partei) und Kaufmann
- Arthur Schieck (1847–1930), Politiker (Nationalliberale Partei) und Geheimer Kommerzienrat
- Johannes Georg Stöckel (1855–1923), Rechtsanwalt, Notar, Stadtverordnetenvorsteher in Dresden und sächsischer Landtagsabgeordneter (konservativer Landesverein)
- Gottfried Emanuel Michel (1862–1937), Jurist und sächsischer Staatsbeamter
- Paul Theodor Kühn (1866–1912), Bibliothekar
- Eduard Teuscher (1870–1945), Widerstandskämpfer gegen das Naziregime, der 1945 in Weimar von der SS ermordet wurde
- Richard Rösch (1874–1936), Kommunalpolitiker in Dresden (SPD)
- Karl Müller-Poyritz (1875–nach 1914), Journalist, Schriftsteller und Herausgeber
- Reinhard Dietel (1876–1959), Pädagoge und Politiker (FVp, DDP),  Erster Vizepräsident der Sächsischen Volkskammer
- Alexander Wessel (1880–1954), evangelischer Pfarrer, ehemaliger Häftling im KZ Buchenwald, nach der Befreiung vom NS-Regime Gründer der Volkssolidarität
- Karl Hahn (1883–1967), Präsident des Gauarbeitsamtes Westfalen-Nord
- Franz Kuhn (1884–1961), Jurist, Sinologe und Übersetzer
- Fritz Pfotenhauer (1885–1945), Jurist und Polizist, in Sachsen in leitender Funktion an der Euthanasie beteiligt
- Horst Engert (1886–1949), Literaturwissenschaftler
- Gotthold Nestler (1887–1957), Architekt
- Rolf Engert (1889–1962), Schriftsteller und Verleger
- Otto Bernhard Wendler (1895–1958), Pädagoge und Schriftsteller
- Gerhard Nestler (1900–1983), Musikpädagoge und Komponist
- Kurt Traenckner (1901–1959), Ingenieur und Manager in der Energiewirtschaft, geboren in Sachsenburg
- Fritz Gietzelt (1903–1968), Radiologe
- Helmut Rüdiger (1903–1966), Anarchosyndikalist und Autor
- Ilse Middendorf (1910–2009), Atemtherapeutin
- Siegfried Bärsch (1920–2008), Politiker (SPD), MdB
- Elsbeth Lange (1928–2009), Palynologin
- Jürgen Böttcher (* 1931), unter dem Pseudonym Strawalde bekannter Maler
- Rolf Barthel (1932–2023), Regionalhistoriker
- Ebo Aebischer (1936–2024), Biochemiker und Theologe
- Roland Großer (1936–2016), Offizier der Nationalen Volksarmee
- Jochen Fanghänel (1939–2024), Anatom
- Rainer Herberger (1939–2013), Musikpädagoge, Hochschullehrer
- Volker Schmidt (* 1939), Physiker
- Eberhard Witzschel (* 1941), Politiker (CDU), Abgeordneter im Landtag von Sachsen
- Inge Herold (* 1941), Politikerin (SPD), Abgeordnete im Landtag von Mecklenburg-Vorpommern
- Eberhard Vogel (* 1943), Rekordfußballer der DDR, geboren in Altenhain
- Jochen Sachse (* 1948), Hammerwerfer und Olympiamedaillengewinner
- Thomas-Jörg Leuchert (1954–2013), Politiker (SPD), Landrat
- Joachim Vogel (* 1954), Radsportler und Sportlehrer
- Frank W. Haubold (* 1955), Schriftsteller
- Sonja Morgenstern (* 1955), Eiskunstläuferin und Eiskunstlauftrainerin
- Matthias Weichert (* 1955), Opernsänger und Hochschuldozent
- Ulrich Becker (* 1958), Verleger
- Anett Fiebig (* 1961), Schwimmerin
- Uwe Wünsch (* 1963), Skilangläufer
- Kerstin Becker (* 1969), Schriftstellerin
- Romy Penz (* 1970), Politikerin (AfD), Mitglied des Sächsischen Landtags
- Anja Möllenbeck (* 1972), Diskuswerferin
- Sven Krüger (* 1973), Politiker (SPD, dann parteilos), Oberbürgermeister der Stadt Freiberg
- Sven Gábor Jánszky (* 1973), Autor
- DJ Ron (* 1977), DJ, Labelbetreiber, Musikjournalist, Podcaster und Produzent
- Susan Leithoff (* 1979), Rechtsanwältin und Politikerin (CDU), Mitglied des Sächsischen Landtags
- Peer Kluge (* 1980), Fußballspieler
- Maria Götze (* 1980), Schwimmerin
- Christian Clauß (* 1984), Schauspieler und Sprecher
- Marcel Baude (* 1989), Fußballspieler
- Martin Finger (* 1990), Pokerspieler
- Franziska Hofmann (* 1994), Leichtathletin
- Marvin Schlegel (* 1998), Leichtathlet

### Persönlichkeiten, die vor Ort gewirkt haben
- Heinrich von Beck (1854–1933), um 1890 Bürgermeister von Frankenberg, danach Bürgermeister von Freiberg und ab 1896 Oberbürgermeister von Chemnitz, 1908–1918 sächsischer Kultusminister und 1914–1918 Vorsitzender im Kgl. Sächs. Gesamtministerium
- Theodor Körner (1791–1813), anlässlich seines 50. Todestages errichteten die Bürger von Frankenberg auf dem nahen Haustein (Harrasfelsen) bei Braunsdorf am 20. Juni 1864 das Körnerkreuz sowie einen Gedenkstein im Stadtzentrum
- Paul Figura (1882–1954), deutsch-polnischer Ingenieur und Direktor der Metallwerke Frankenberg.
- Heiner Müller (1929–1995), Schriftsteller und Dramatiker, lebte nach dem Zweiten Weltkrieg einige Jahre in Frankenberg